# Louise Fox
Louise Fox (1980) es una deportista británica que compitió en duatlón. Ganó una medalla de plata en el Campeonato Europeo de Duatlón Campo a Través de 2015.

## Palmarés internacional
| Campeonato Europeo | Campeonato Europeo       | Campeonato Europeo | Campeonato Europeo |
| Año                | Lugar                    | Medalla            | Prueba             |
| ------------------ | ------------------------ | ------------------ | ------------------ |
| 2015               | Castro Urdiales (España) | Medalla de plata   | Individual         |